# Discographie de Scandal
La discographie du groupe Scandal se compose de cinq albums studio, deux extended play, trois albums enregistrés en concert et deux compilations.
Le groupe s'est formé en août 2006 par Haruna Ono aux chants et à la guitare, Tomomi Ogawa à la basse, Mami Sasazaki à la guitare solo et Rina Suzuki à la batterie.
Scandal publie son premier album studio Best Scandal le 21 octobre 2009, le disque débute à la 5e position à l'Oricon avec 28 772 copies écoulées. L'album se classe également à la 5e place aux Billboard Japan Top Albums. Le troisième single intitulé Shōjo S, extrait de Best Scandal, devient disque d'or en août 2009 dépassant la barre des 100 000 ventes.
Le deuxième album intitulé Temptation Box est publié le 11 août 2010 au Japon et progresse dans les charts en débutant à la 3e place totalisant 34 946 copies vendues. Au Billboard, l'album atteint la 4e position et se vend à 60 301 copies. Shunkan Sentimental est le premier single extrait du second album, et est également le second single du groupe à être certifié disque d'or. Temptation Box est publié dans 42 pays à travers le monde.

## Albums
| Année         | Album                                | Oricon             | Oricon             | Billboard          | Nombre de ventes (Japon) |
| Année         | Album                                | Meilleure position | Nombre de semaines | Meilleure position | Nombre de ventes (Japon) |
| Albums studio | Albums studio                        | Albums studio      | Albums studio      | Albums studio      | Albums studio            |
| ------------- | ------------------------------------ | ------------------ | ------------------ | ------------------ | ------------------------ |
| 2009          | Best Scandal                         | 5                  | 21                 | 5                  | 52 956                   |
| 2010          | Temptation Box                       | 3                  | 12                 | 4                  | 60 301                   |
| 2011          | Baby Action                          | 4                  | 11                 | 4                  | 55 664                   |
| 2012          | Queens Are Trumps: Kirifuda wa Queen | 4                  | 12                 | 3                  | 50 476                   |
| 2013          | Standard                             | 3                  | 4                  | 3                  | 58 092                   |
| 2014          | Hello World                          | 3                  | —                  | 4                  | 49 517                   |
| 2016          | Yellow                               | 2                  | —                  | 2                  | 39 204                   |
| 2018          | Honey                                | 3                  | —                  | 2                  | —                        |
| 2020          | Kiss From The Darkness               | 5                  | —                  | 4                  | 19 977                   |
| 2021          | Mirror                               | 5                  | —                  | —                  | 9 654                    |
| Compilations  |                                      |                    |                    |                    |                          |
| 2012          | Scandal Show                         | 3                  | 15                 | 3                  | 64 140                   |
| 2013          | Encore Show                          | 3                  | 7                  | 3                  | 37 533                   |
| 2015          | Greatest Hits - European Selection   | —                  | —                  | —                  | —                        |
| 2017          | Scandal                              | 2                  | —                  | 3                  | 42 081                   |
| Extended play |                                      |                    |                    |                    |                          |
| 2008          | Yah! Yah! Yah! Hello Scandal         | 217                | 3                  | —                  | 1 736                    |
| 2010          | R-Girl’s Rock!                       | 9                  | 6                  | 8                  | 19 908                   |

## Singles
Chaque single est vendu avec un DVD bonus contenant des images exclusives du groupe.
| #                                                       | Sortie            | Single                            | Positions            | Positions               | Positions        | Ventes physiques | Album             |
| #                                                       | Sortie            | Single                            | Oricon Singles Chart | Billboard Japan Hot 100 | RIAJ Track Chart | Ventes physiques | Album             |
| ------------------------------------------------------- | ----------------- | --------------------------------- | -------------------- | ----------------------- | ---------------- | ---------------- | ----------------- |
| 1                                                       | 3 mars 2008       | Space Ranger                      | 186                  | —                       | —                | 401              | Hello Scandal     |
| 2                                                       | 4 avril 2008      | Koi Moyō                          | 150                  | —                       | —                | 686              | Hello Scandal     |
| 3                                                       | 5 mai 2008        | Kagerō                            | 122                  | —                       | —                | 586              | Hello Scandal     |
| 4                                                       | 22 octobre 2008   | Doll                              | 26                   | 5                       | —                | 12 572           | Best Scandal      |
| 5                                                       | 4 mars 2009       | Sakura Goodbye                    | 30                   | 22                      | —                | 6 995            | Best Scandal      |
| 6                                                       | 17 juin 2009      | Shōjo S                           | 6                    | 7                       | 5                | 33 881           | Best Scandal      |
| 7                                                       | 14 octobre 2009   | Yumemiru Tsubasa                  | 12                   | 14                      | —                | 7 450            | Best Scandal      |
| 8                                                       | 3 février 2010    | Shunkan Sentimental               | 7                    | 17                      | 3                | 32 624           | Temptation Box    |
| 9                                                       | 2 juin 2010       | Taiyō to Kimi ga Egaku Story      | 10                   | 22                      | 42               | 16 027           | Temptation Box    |
| 10                                                      | 28 juillet 2010   | Namida no Regret                  | 14                   | 27                      | 27               | 12 176           | Temptation Box    |
| 11                                                      | 6 octobre 2010    | Scandal Nanka Buttobase           | 3                    | 7                       | —                | 35 772           | Baby Action       |
| 12                                                      | 9 février 2011    | Pride                             | 7                    | 16                      | 6                | 25 531           | Baby Action       |
| 13                                                      | 20 avril 2011     | Haruka                            | 3                    | 14                      | 14               | 32 238           | Baby Action       |
| 14                                                      | 27 juillet 2011   | Love Survive                      | 11                   | 21                      | 22               | 17 250           | Baby Action       |
| 15                                                      | 22 février 2012   | Harukaze                          | 6                    | 10                      | 4                | 33 095           | Queens Are Trumps |
| 16                                                      | 11 juillet 2012   | Taiyō Scandalous                  | 2                    | 7                       | 8                | 39 033           | Queens Are Trumps |
| 17                                                      | 19 septembre 2012 | Pin Heel Surfer                   | 9                    | 15                      | —                | 13 585           | Queens Are Trumps |
| 18                                                      | 22 mai 2013       | Awanai Tsumori no, Genki de ne    | 4                    | 10                      | —                | 40 639           | Standard          |
| 19                                                      | 24 août 2013      | Kagen no Tsuki                    | 3                    | 6                       | —                | 34 712           | Standard          |
| 20                                                      | 18 septembre 2013 | Over Drive                        | 7                    | 6                       | —                | 19 208           | Standard          |
| " — " indique que le single n'a pas atteint les charts. |                   |                                   |                      |                         |                  |                  |                   |
| D1                                                      | 26 mai 2010       | Secret Base (Kimi ga Kureta Mono) | —                    | —                       | 18               | —                | R-Girl's Rock!    |
| " D ": single(s) numérique(e) (Digital Single)          |                   |                                   |                      |                         |                  |                  |                   |

## Vidéos

### DVD
- 30 juin 2010 - SCANDAL FIRST LIVE -BEST★SCANDAL 2009-
- 16 mars 2011 - EVERYBODY SAY YEAH! -TEMPTATION BOX TOUR 2010- ZEPP TOKYO
- 28 septembre 2011 - VIDEO ACTION (MUSIC VIDEO COLLECTION)
- 22 aout 2012 - SCANDAL JAPAN TITLE MATCH LIVE 2012-SCANDAL vs BUDOKAN
- 24 juillet 2013 - SCANDAL OSAKA-JO HALL 2013 「Wonderful Tonight」

### Blu-ray
- 28 septembre 2011 - VIDEO ACTION (MUSIC VIDEO COLLECTION)
- 22 aout 2012 - SCANDAL JAPAN TITLE MATCH LIVE 2012-SCANDAL vs BUDOKAN
- 24 juillet 2013 - SCANDAL OSAKA-JO HALL 2013 「Wonderful Tonight」

### Génériques
- Star Driver Kagayaki no Takuto (Pride)
- Bleach (Shoujo S)
- Bleach (Harukaze)
- Fullmetal Alchemist: Brotherhood (Shunkan sentimental)
- Pokémon film 17: Diancie et le cocon d'annihilation (Yoake No Ryuuseigun)